# All My Life (película)
All My Life  (translit. Toul Omry; en francés: Toute ma vie; en español, Toda mi vida), es una película egipcia dirigida por Maher Sabry. Se destacó como la primera película en manejar el tema de la homosexualidad y la situación de los homosexuales en Egipto. Aunque se trata de una obra de ficción, Sabry se esforzó en usar influencias de la vida real basadas en sus propias experiencias en 2001, durante el arresto del Cairo 52 para mantener la representación de las condiciones precisas de los homosexuales en Egipto.

## Sinopsis
La trama de la película gira en torno a la vida de Rami, de 26 años, homosexual, su vida en el Cairo, y sus experiencias con sus amigos y vecinos.

## Reparto
- Mazen Nassar como Rami - un estudiante de baile gay en el Cairo
- Ayman como Walid - el amante de Rami quien lo deja para casarse con una mujer
- Jwana como Dalia - amigo de Rami, un estudiante que se prepara para estudiar en el extranjero para escapar de la atmósfera conservadora en Egipto
- Louay como Kareem - amigo deRami, un médico activo en la escena gay
- Julian Gonzalez Esparza como Ahmad - vecino de Rami, un hombre musulmán devoto con una inconveniente pasión por las mujeres
- Mehammed Amadeus como Mina - vecino adolescente de Rami que vive una vida de encierro junto a su estricta madre cristiana
- Maged como Atef - un pobre camarero que se convierte en el interés amoroso de Rami

- Janaan Attia ... Enfermera Latifa
- Munir Bayyari ... Hany
- Mónica Berini ... Oficinista
- Travis Creston ... Turista
- Habib El-Deb ... Fiscal
- Youssef El-Shareif ... Ashraf
- Sarah Enany ... Enfermera Safaa / Cantante de Ópera
- Hala Fauzi ... Bailarina de Danza del Vientre
- Bassam Kassab ... Hatem
- Ayman Kozman ... Policía
- Nabila Mango ... madre de Mina
- Jamal Mavrikios ... compañero de Mazen
- Amar Puri ... Amar
- Mykha Ram ... Mostafa
- Ashraf Sewailam ... Rami (voz)
- Wedad ... Khadra
- Christopher Blanco ... Mark
- Hesham El-Tahawi ... Actor 1
- Naglaa Younis ... Actriz 2
- Seham Saneya Adelsalam ... Actriz 3

## Liberación
La película se estrenó en Frameline en San Francisco en junio de 2008.

## Reacciones
Mientras que anteriormente en el cine egipcio, los personajes gay tenían visibilidad en general en papeles de menor importancia, como en The Bathhouse of Malatily (1973), Alexandria … Why? (1978), Mendiants et Orgueilleux (1991), Marcides y, más recientemente, El Edificio Yacobián (2007), All My Life fue la primera película totalmente gay en ser estrenada. 
El jeque Nasr Faryd Wasel, ex-Mufti de Egipto, pidió la destrucción de la película, diciendo que "estas películas son la puerta al libertinaje, a la comisión de lo prohibido por Alá y propagar desviados comportamientos sociales". Aunque expresó su deseo de que la película fuera suprimida, la misma se proyectó en varios festivales de cine alrededor del mundo en ciudades como San Francisco, Nueva York, Atenas, Melbourne, Sídney, Bangalore y Ljubljana.
El Dr. Zeyn il-Abedyn, Director del Programa Egipto Contra el SIDA, dijo que la película era "un golpe doloroso para todos nuestros esfuerzos para combatir la propagación del VIH." En una entrevista con Arabiya.net declaró que "las práctica sexuales antinaturales están en segundo lugar solamente detrás de las transfusiones de sangre como causa probable de infección de esta enfermedad", mientras que la sociedad de Cine Underground Egipcio (EUFS, por sus siglas en inglés) respondió que es una "clara implicación de que el VIH/SIDA sólo infectan a los varones homosexuales." El EUFS continuó diciendo: "Por lo que esto implica, él ignora completamente el hecho científico; las estadísticas han demostrado que el SIDA también está extendido entre los heterosexuales y los niños. En lugar de aumentar la sensibilización pública sobre el sexo seguro, tales afirmaciones son engañosas y crean una falsa sensación de seguridad; crean una creencia popular de que el VIH/SIDA infecta a una determinada clase de personas, que lleva a la ilusión de seguridad que, a su vez, conduce a la propagación de la enfermedad".
Con respecto a las respuestas de las figuras musulmanes conservadores, Maher Sabry dijo: "no me sorprende que esto haya sucedido. Se esperaba, sin embargo, sigue siendo doloroso para mí, porque es una indicación de cuán atrasados nos hemos convertido. Ahora estamos viviendo en una época cultural de regresión, una edad donde los disidentes, los candidatos presidenciales y las minorías religiosas son arrojados a la cárcel. Pretendemos emular a la civilización Islámica; pero si la gente que construyó la civilización estuviera viva hoy,  habrían pronunciado fatwas  en contra de ellos, y sus libros y otras obras hubieran sido quemados." 

### Premios
En 2011, All My Life ganó el Premio del Público en la categoría Característica Narrativa en el 7º festival de cine FACE à FACE. El festival se realiza en St Etienne, Francia, con la misión de promover actitudes positivas hacia la homosexualidad a través del arte y la cultura.